# Ceny české filmové kritiky 2012
Ceny české filmové kritiky 2012 byl třetí ročník Cen české filmové kritiky.

## Výsledky a nominace

### Nejlepší film
- Ve stínu – producent Lucky Man Films, režie David Ondříček
- Okresní přebor – Poslední zápas Pepika Hnátka – producent MediaPro Pictures, režie Jan Prušinovský
- Čtyři slunce – producent Negativ, režie Bohdan Sláma

### Nejlepší dokumentární filmy
- Láska v hrobě – producent Yekot Film, režie David Vondráček
- Dva nula – producent Cinema Arsenal, režie Pavel Abrahám
- Soukromý vesmír – producent Negativ, režie Helena Třeštíková

### Nejlepší režie
- Ve stínu – David Ondříček
- Okresní přebor – Poslední zápas Pepika Hnátka – Jan Prušinovský
- Čtyři slunce – Bohdan Sláma

### Nejlepší kamera
- Ve stínu – Adam Sikora
- Čtyři slunce – Marek Diviš
- Odpad město smrt – Martin Štrba, Lukáš Milota

### Nejlepší scénář
- Čtyři slunce – Bohdan Sláma
- Okresní přebor – Poslední zápas Pepika Hnátka – Jan Prušinovský
- Ve stínu – Marek Epstein, David Ondříček, Misha Votruba

### Nejlepší původní hudba
- Ve stínu – Jan P. Muchow, Michal Novinski
- Odpad město smrt – Ivan Acher
- Polski film – Midi lidi

### Nejlepší mužský herecký výkon v hlavní roli
- Ve stínu – Ivan Trojan
- Okresní přebor – Poslední zápas Pepika Hnátka – Miroslav Krobot
- Čtyři slunce – Jaroslav Plesl

### Nejlepší mužský herecký výkon ve vedlejší roli
- Okresní přebor – Poslední zápas Pepika Hnátka – Ondřej Vetchý
- Čtyři slunce – Karel Roden
- Posel – Jiří Vyorálek
- Ve stínu – Sebastian Koch

### Nejlepší ženský herecký výkon v hlavní roli
- Odpad město smrt – Gabriela Míčová
- Ve stínu – Soňa Norisová
- Čtyři slunce – Anna Geislerová

### Nejlepší ženský herecký výkon ve vedlejší roli
- Čtyři slunce – Klára Melíšková
- Vrásky z lásky – Jiřina Jirásková
- Posel – Gabriela Mikulková
- Až do města Aš – Silvia Halušicová

### Cena RWE pro objev roku
- Olmo Omerzu
- David Vondráček
- Iveta Grófová